# الإيدز في الصين
قد يعود تاريخ انتشار فيروس عوز المناعة البشري/الإيدز في الصين إلى عام 1989، حين اكتشف وجوده لأول مرة بين متعاطي المخدرات المحقونة على مسار الحدود الجنوبية للبلاد. تشير الأرقام الصادرة عن المركز الصيني لمكافحة الأمراض والوقاية منها ومنظمة الصحة العالمية وبرنامج الأمم المتحدة المشترك لمكافحة الإيدز، إلى معاناة نحو 1.25 مليون شخص من فيروس عوز المناعة البشري/الإيدز في الصين في نهاية عام 2018، مع حدوث 135000 إصابة منها في عام 2017 وحده. تعتبر إصابات الإيدز في الصين منخفضة نسبيًا، ولكن تتوقع الحكومة الصينية استمرار ارتفاع أعداد المصابين سنويًا.
هيمنت طرق انتقال العدوى غير الجنسية في السنوات الأولى للوباء، رغم تصنيفه ضمن الأمراض المنقولة بالجنس؛ إذ انتشر بين متعاطي المخدرات المحقونة نتيجة قيامهم ببعض الممارسات المؤهبة لذلك، كاستخدامهم نفس الحقنة مثلًا. نجمت 50% من الإصابات الجديدة بفيروس عوز المناعة البشري عن الانتقال الجنسي بحلول عام 2005، إذ أصبحت ممارسة الجنس الغيري تدريجيًا الطريقة الأشيع لانتقال العدوى في العقد الأول من القرن الحادي والعشرين.
نمت الإصابات الجديدة بين الرجال الذين يمارسون الجنس مع الرجال بسرعة بعد ذلك، إذ مثلوا 26% من مجموع الحالات الجديدة في عام 2014، في حين كانت نسبتهم في عام 2006 2.5% فقط. شكل اقتصاد البلازما (بيع بلازما الدم) طريقة العدوى الرئيسية غير الجنسية في تسعينيات القرن العشرين، إذ أصيب عدد كبير من المتبرعين بالدم- خاصة سكان المناطق الريفية الفقيرة- بفيروس عوز المناعة البشري نتيجة الممارسات الخطيرة المتبعة بشكل منهجي من قبل بنوك الدم الحكومية والخاصة.

## نبذة تاريخية

### الخلفية العالمية
تطور فيروس عوز المناعة البشري من فيروس عوز المناعة القردي (سيميان)، الذي أصاب العديد من الرئيسيات في غرب إفريقيا ووسطها في أوائل القرن العشرين. انتقلت سلالات فيروس عوز المناعة القردي من الرئيسيات إلى البشر عدة مرات، وقد تعود السلالة الأولية لفيروس عوز المناعة البشري المسؤول عن الوباء العالمي-المجموعة إم- إلى المنطقة المحيطة بكينشاسا، والتي يحتمل أن تكون قد انتقلت من الشمبانزي في 1920، ثم انتشرت إلى منطقة البحر الكاريبي في 1967 تقريبًا، وأكملت طريقها إلى نيويورك في 1971 وسان فرانسيسكو في 1976.
لاحظت مراكز السيطرة على الأمراض والوقاية منها حالات تفشي غير اعتيادية للعدوى الانتهازية بين الرجال المثليين في عام 1981، وأشير للمرض عندها بعوز المناعة المرتبط بالمثليين، لكنه سرعان ما بدأ الظهور لدى مغايري الجنس أيضًا.
تبنت مراكز السيطرة على الأمراض والوقاية منها في عام 1982 مصطلح متلازمة عوز المناعة المكتسب أو الإيدز اختصارًا. وبحلول نهاية عام 1984، سجلت نحو 7699 إصابة بالإيدز و3665 حالة وفاة في أمريكا، مع 762 حالة أخرى في أوروبا. وفي العالم التالي، سجلت أكثر من 20,000 حالة على مستوى العالم، وبذلك وصل المرض إلى كل منطقة مأهولة في العالم.

### المراحل الأولى لانتشار الوباء في الصين
سجلت أول حالة وفاة بسبب الإيدز في بكين لسائح أرجنتيني أمريكي مقيم في كاليفورنيا. ركزت الحكومة الصينية بدايةً على كبح انتقال المرض إلى مواطنيها من قبل الأجانب، واعتبرته ناجم عن أسلوب الحياة الغربي بشكل أساسي.
انتشر فيروس عوز المناعة البشري/الإيدز في جميع المقاطعات والمناطق الإدارية الواحدة والثلاثين في الصين بحلول عام 1998، وتقدر الإحصاءات الحكومية نسبة متعاطي المخدرات من المصابين بنحو 60-70%. تضمنت طرق انتقال العدوى الرئيسية الأخرى نقل الدم الملوث في عيادات التبرع بالدم في جميع أنحاء البلاد وتجارة الجنس. قبل معرفة طرق العدوى هذه، أصيب عدد قليل من الأشخاص بالفيروس خلال عمليات نقل منتجات الدم الملوثة من الولايات المتحدة، والمستخدمة في علاج الناعور.

#### واردات الدم الملوث
صدرت العديد من شركات الأدوية الأمريكية في أوائل ثمانينيات القرن العشرين، منتجات الدم الملوثة بفيروس عوز المناعة البشري إلى شرق آسيا. صدرت شركة باير البلازما رغم خطر انتقال الفيروس عن طريقها، وتسبب ذلك بأكثر من مئة إصابة في تايوان وهونغ كونغ. استوردت الصين منتج فاكتوريت، وهو إحدى منتجات شركة أرمور الدوائية لعامل التخثر الثامن. أدى استخدام هذا المنتج إلى إصابة نحو 19 شخص في مقاطعة جيجيانغ بين عامي 1983 و1985. أصيب أربعة منهم، جميعهم من مرضى الناعور، بفيروس عوز المناعة البشري، وبذلك كانوا أولى الحالات التي شخصت لدى سكان الصين الأصليين داخل البلاد. علمت شركة أرمور منذ عام 1985 على الأقل، بأن طرق التعقيم الأساسية للمنتج غير كافية. 
استجابت الحكومة الصينية لخطر انتقال فيروس عوز المناعة البشري من واردات منتجات الدم قبل إعلان أي إصابات مؤكدة؛ فقد أصدرت وزارة الصحة الصينية، بالاشتراك مع وزارة التجارة والعلاقات الاقتصادية الخارجية (وزارة التجارة حاليًا) والإدارة العامة للجمارك في سبتمبر 1984، قرارًا يقيد استيراد منتجات الدم الأجنبية، وهذا تضمن حظر استيراد عوامل تخثر الدم بشكل نهائي، لمنع نقل فيروس عوز المناعة البشري/الإيدز تحديدًا إلى داخل البلاد.
لم تتمكن بعض الحكومات المحلية من تطبيق الحظر بشكل جيد، ما دفع السلطات المركزية في أغسطس 1985 إلى إصدار بيان آخر على مستوى البلاد، كررت فيه قرار الحظر وأمرت جميع الحكومات المحلية بالامتثال. وفي 30 يناير 1986، حظرت استيراد جميع منتجات الدم سواء كانت للاستخدام المؤسساتي أو الشخصي، وذلك باستثناء ألبومين المصل البشري.

#### متعاطو المخدرات المحقونة وريديًا في الجنوب
علمت السلطات المركزية في عام 1989 بتفشي فيروس عوز المناعة البشري/الإيدز على نطاق واسع في مقاطعة يونان الغربية، وفي مدينة رويلي الحدودية تحديدًا. شخصت 146 حالة، ومعظمها لدى متعاطي المخدرات المحقونة، وسرعان ما أصبحت يونان المقاطعة التي تحوي أكبر عدد إصابات في الصين. مثل ذلك أول جائحة محلية واسعة النطاق داخل الصين، وهو ما فاجأ المسؤولين الذين أولوا الاهتمام لمنع انتقال العدوى الناجمة عن العلاقات الجنسية مع الأجانب.
تقع يونان على حدود منطقة المثلث الذهبي في جنوب شرق آسيا، والتي شكلت مركزًا رئيسيًا لتهريب المخدرات. قد يكون فيروس عوز المناعة البشري انتقل إلى الصين على طول طرق تهريب الهيروين من ميانمار. شاع الحقن بالإبر المستعملة مع ازدياد شعبية الهيروين في المناطق الحدودية الصينية، ما سرع معدل الإصابات بشكل كبير.
انتشر المرض على مدار السنوات اللاحقة، واقتصر بشكل أساسي على متعاطي المخدرات من الأقليات العرقية في المناطق الريفية الفقيرة، بينما وصل إلى المجموعات والمقاطعات عالية الخطورة بحلول عام 1995.
سجلت الحالات الأولى في سيتشوان وسنجان بين متعاطي المخدرات المحقونة في عام 1995، بالإضافة إلى يونان. شخصت حالات بعدها بعام في كل من غوانغدونغ وقوانغسي وبكين وشانغهاي وقويتشو. بدأ تفشي سلالة فرعية منفصلة من فيروس عوز المناعة البشري بين متعاطي المخدرات المحقونة في عام 1997 في مدينة بينغشيانغ ضمن إقليم قوانغشي. عبر متعاطو المخدرات الحدود إلى شمال فيتنام، حيث جرى تهريب الهيروين من ميانمار، ومن ثم تشاركوا الإبر مع التجار والمتعاطين الفيتناميين لاختبار المشتريات قبل العودة إلى الصين.